# Speciální vozidlo

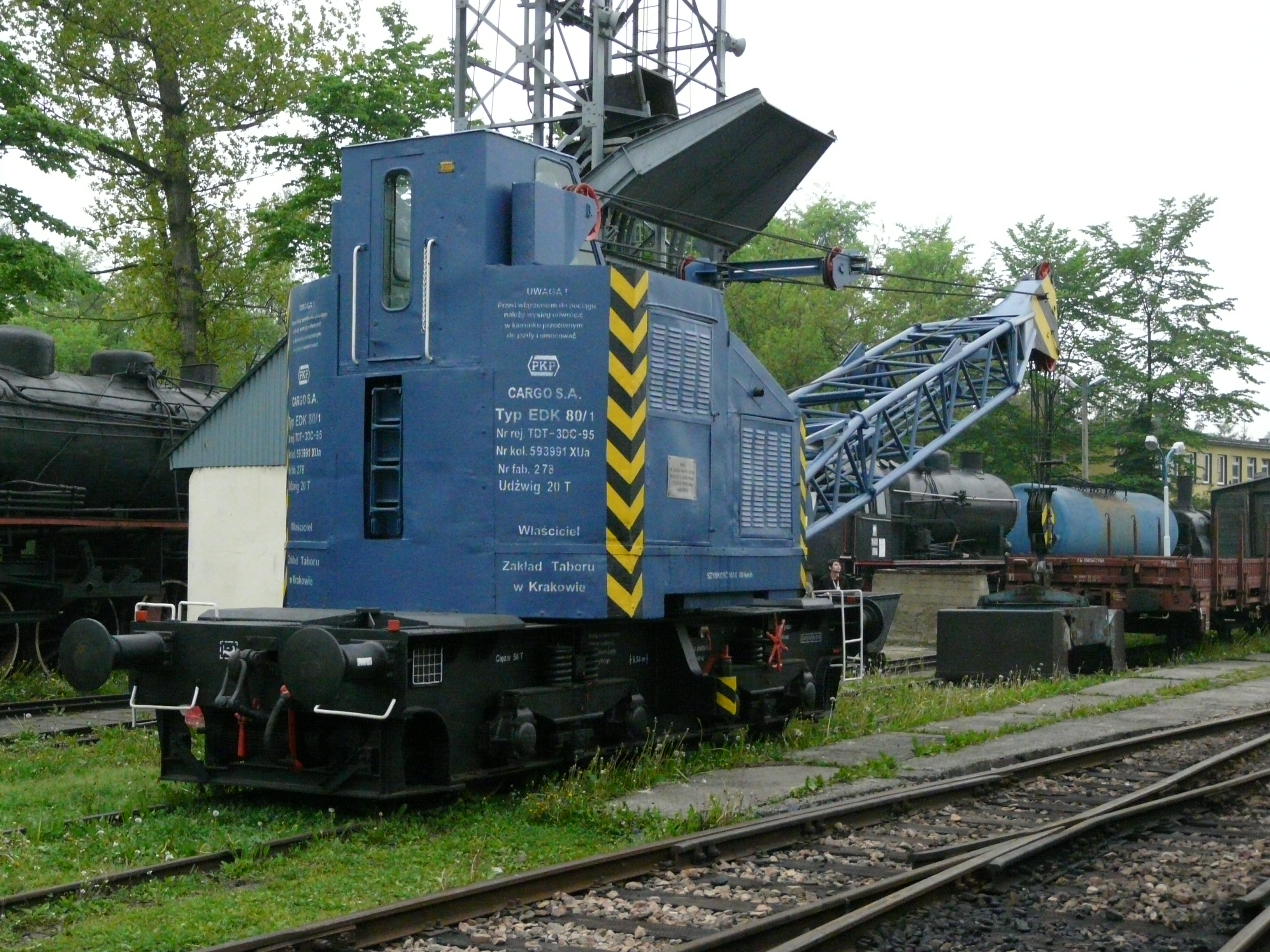
kolejový jeřáb

Speciální vozidlo je železniční vozidlo, které je určeno pro stavbu, údržbu, opravy nebo rekonstrukce železniční infrastruktury, nebo pro její kontrolu či odstraňování následků mimořádných událostí. Jedná se tedy o vozidlo, jehož primárním účelem není přeprava osob nebo nákladu, ani primárně neslouží k tažení vozidel pro přepravu osob nebo nákladu.
Zvláštním případem speciálních vozidel jsou speciální hnací vozidla, která jsou pohonem, který slouží pro pohyb samotného vozidla, případně i dalších tažených vozidel.

## Příklady speciálních vozidel
- podbíječka
- kolejový jeřáb
- montážní vůz trakčního vedení
- sněhový pluh
- sněhová fréza
- čistička kolejového lože
- zatáčečka
- motorový vozík